# Javor klen u Nového Sedla II.
Javor klen u Nového Sedla (II.) je památný strom u vsi Srní, jižně od Sušice. Zdravý javor klen (Acer pseudoplatanus) má kmen o obvodu 360 cm a jeho koruna dosahuje do výšky 18 m (měření 1991). Klen je chráněn od roku 1992 jako krajinná dominanta.

## Stromy v okolí
- Javor klen u Nového Sedla I.
- Kleny na Novém Sedle
- Lípy na Srní
- Dub u Vomáčků
- Smrk ztepilý